# 6 Horas de Portimão
As 6 Horas de Portimão são uma corrida de resistência realizada no Autódromo Internacional do Algarve. A corrida foi criada em 2021 para o Campeonato Mundial de Endurance da FIA, voltando a realizar-se em 2023.

## História
O Circuito Internacional do Algarve foi construído em 2008 e já acolheu corridas da European Le Mans Series com as 4 Horas de Portimão (na altura com a distância de 1000 km e integrada na então designada Le Mans Series. Em janeiro de 2021, foi anunciado que a pista sediaria a etapa de abertura do Campeonato Mundial de Endurance da FIA de 2021, substituindo a etapa cancelada em Sebring. No dia 26 de fevereiro de 2021 foi confirmado que a corrida decorreria a portas fechadas. A corrida foi inicialmente programada para acontecer de 2 a 4 de abril de 2021, mas posteriormente foi remarcada para a segunda corrida da temporada, realizada de 12 a 13 de junho de 2021.
Em 29 de setembro de 2022, o calendário do Campeonato Mundial de Endurance da FIA de 2023 foi anunciado em seu site e canal no YouTube. O calendário confirmou o regresso do campeonato ao Circuito Internacional do Algarve, desta vez no formato de 6 horas em vez de 8 horas.

## Resultados
| Ano             | Pilotos                                         | Equipa              | Carro               | Pneu            | Tempo           | Voltas          | Distância       | Campeonato      | Relatório       | Ref             |
| Formato 8 horas | Formato 8 horas                                 | Formato 8 horas     | Formato 8 horas     | Formato 8 horas | Formato 8 horas | Formato 8 horas | Formato 8 horas | Formato 8 horas | Formato 8 horas | Formato 8 horas |
| --------------- | ----------------------------------------------- | ------------------- | ------------------- | --------------- | --------------- | --------------- | --------------- | --------------- | --------------- | --------------- |
| 2021            | Sébastien Buemi Kazuki Nakajima Brendon Hartley | Toyota Gazoo Racing | Toyota GR010 Hybrid | M               | 8:00:15.414     | 300             | 1395.630 km     | WEC             | Detalhes        | [ 5 ]           |
| Formato 6 horas |                                                 |                     |                     |                 |                 |                 |                 |                 |                 |                 |
| 2023            | Sébastien Buemi Brendon Hartley Ryo Hirakawa    | Toyota Gazoo Racing | Toyota GR010 Hybrid | M               | 6:01:26.343     | 222             | 1032.698 km     | WEC             | Detalhes        | [ 6 ]           |